# Sistema de conductes col·lectors renals
El sistema de conductes col·lectors renals (o del ronyó) està format per una sèrie de túbuls i conductes que connecten físicament els nefrons amb un calze menor o directament amb la pelvis renal. El sistema de conductes col·lectors és l'última part del nefró i participa en l'equilibri d'electròlits i líquids mitjançant la reabsorció i l'excreció, processos regulats per les hormones aldosterona i vasopressina (hormona antidiürètica).
Hi ha diversos components del sistema de conductes col·lectors, inclosos els túbuls de connexió, els conductes col·lectors corticals i els conductes col·lectors medul·lars.

## Funció

Esquema que descriu el moviment dels ions a la nefrona, amb els conductes col·lectors a la dreta.

El sistema de conductes col·lectors és el component final del ronyó per influir en l'equilibri d'electròlits i líquids del cos. En humans, el sistema representa el 4-5% de la reabsorció de sodi del ronyó i el 5% de la reabsorció d'aigua del ronyó. En moments de deshidratació extrema, més del 24% de l'aigua filtrada es pot reabsorbir al sistema de conductes col·lectors.